# جدول ميداليات دورة الألعاب الآسيوية 1974

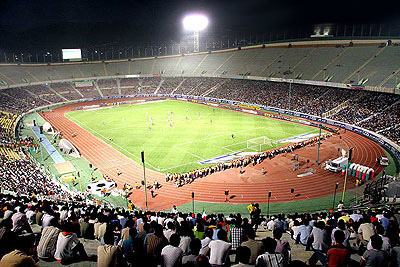
استضاف مجمع آزادي الرياضي أحداث الألعاب.

كَانت دورة الألعاب الآسيوية 1974 (المعروفة رسميًا باسم دورة الألعاب الآسيوية السَّابعة) حدثًا مُتعدد الرياضات أقيم في طهران، إيران من 1 سبتمبر 1974 إلى 16 سبتمبر 1974. كانت هذه هي المرَّة الأُولى التي يُحتفلُ بالألعاب الآسيوية في جميع دُول الشرق الأوسط. شارك في الألعاب ما مجموعهُ 3,010 رياضيًا اختُيِّروا من 25 لجنة أولمبية وطنية آسيوية في 16 رياضة مُقسمة إلى 202 حدث. كان عددُ الدُّول المُشاركة هو الأكبر في تاريخ دورة الألعاب الآسيوية، وتنافست 18 دولة في بانكوك، التي استضافَت دورة الألعاب الآسيوية 1970. أُدرجت المُبارزة والجمباز (الفني) وكرة السلة للسيدات لأوَّل مرَّة؛ بينما الإبحار - الذي ظهر لأول مرة في الألعاب الآسيوية السَّابقة - لم يُضمن، ولكن مُنذ عام 1978، يُعد الإبحار جزءًا من الألعاب الرياضية في الألعاب الآسيوية.
طُرِدَت جمهورية الصين (تايوان) من الألعاب بعد القرار الذي اتُّخِذ في مؤتمر اتحاد الألعاب الآسيوية الذي عقد في 16 نوفمبر 1973، للسَّماح بدخول جمهورية الصين الشعبية. كما دخلت منغوليا وكوريا الشمالية الألعاب لأوَّل مرَّةٍ. ورفض رياضيون من الدول العربية وباكستان والصين وكوريا الشمالية مُواجهة إسرائيل في التنس والمُبارزة وكُرة السلة وكرة القدم لأسبابٍ سياسية.
حَصلت 19 دولة على ميداليات في الألعاب، وفازت 15 منها بميدالية ذهبية واحدةٍ على الأقل. تصدَّرت اليابان عدد الميداليات للمرَّة السَّابعة على التوالي في دورة الألعاب الآسيوية، مع 75 ذهبية و 175 ميدالية إجمالية. احتلَّ المُتسابقون من الدولة المُضيفة إيران المركز الثاني في جدول الميداليات، وهو أفضلُ أداء لإيران مُنذ عام 1951، حيثُ حصلوا على 81 ميدالية في المجموع (بما في ذلك 36 ذهبيَّة). في أوَّل ظهور لها، احتلت الصين المركز الثالث بإجمالي 106 ميداليات، بما في ذلك 33 ميدالية ذهبية. توِّجت كوريا الجنوبية إلى المركز الرابع برصيد 16 ميدالية ذهبية و 57 ميدالية إجمالية، واحتلَّت كوريا الجنوبية المرتبة الثانية في جدول الميداليات للألعاب الآسيوية السَّابقة.

## جدول الميداليات

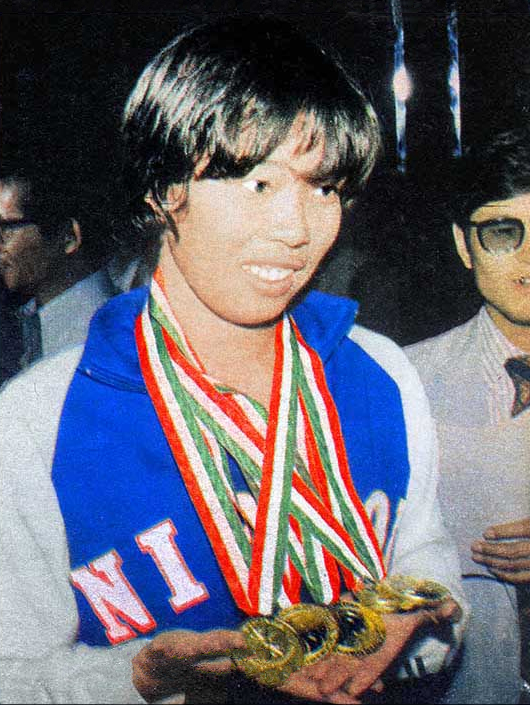
اليابانية يوشيمي نيشيغاوا، فازَت بخمس مِيداليات ذهبيَّة من أصل 75 فازت بها اليابان.

يتوافق التَّرتيب في هذا الجدول مع اتفاقية اللجنة الأولمبية الدولية في جداول الميداليات المنشورة. افتراضيًا، يُرتَّبُ الجدول حسب عدد الميداليات الذهبيَّة التي فاز بها الرياضيُّون من دولة (في هذا السياق، الأمة هي كيان تمثلهُ اللجنة الأولمبية الوطنية). تُأخذُ عدد الميداليات الفضيَّة بعين الاعتبار، ثم عدد الميداليات البرونزية. إذا كانت الدول لا تزال مُقيَّدة، تعطى مرتبة مُتساوية؛ تُسردُ أبجديًا بواسطة رمز بلد اللجنة الأولمبية الدولية.
مُنحت 609 ميداليات (202 ذهبية و 199 فضية و 208 برونزية). إجمالي عدد الميداليات البرونزية أكبر من إجمالي عدد الميداليات الذهبية والفضية لأنَّهُ مُنحت ميداليتين برونزيتين لكُل حدث في الملاكمة (باستثناء فئات الوزن الثقيل والوزن الثقيل للرجال). في فئة +100 من المُصارعة الحُرَّة، تعادل في المركز الأول مُصارعي إيران واليابان يعني أنه لم تُمنح ميدالية فضية. في الجمباز، أدى التعادل للمركز الثاني في حدث القضبان المُتوازية إلى الحصول على ميداليتين فضيتين ومنهُ لم تُمنح أي ميدالية برونزية، وبالمثل فإن التعادل للمركز الأول في حدث القضبان غير المُستوية يعني أنَّهُ لم تُمنح أي ميدالية فضية.
  *   البلد المضيف ( إيران)
| المرتبة | فريق                 | ذهبية | فضية | برونزية | المجموع |
| ------- | -------------------- | ----- | ---- | ------- | ------- |
| 1       | اليابان (JPN)        | 75    | 49   | 51      | 175     |
| 2       | إيران (IRI)*         | 36    | 28   | 17      | 81      |
| 3       | الصين (CHN)          | 33    | 46   | 27      | 106     |
| 4       | كوريا الجنوبية (KOR) | 16    | 26   | 15      | 57      |
| 5       | كوريا الشمالية (PRK) | 15    | 14   | 17      | 46      |
| 6       | إسرائيل (ISR)        | 7     | 4    | 8       | 19      |
| 7       | الهند (IND)          | 4     | 12   | 12      | 28      |
| 8       | تايلاند (THA)        | 4     | 2    | 8       | 14      |
| 9       | إندونيسيا (INA)      | 3     | 4    | 4       | 11      |
| 10      | منغوليا (MGL)        | 2     | 5    | 8       | 15      |
| 11      | باكستان (PAK)        | 2     | 0    | 9       | 11      |
| 12      | سريلانكا (SRI)       | 2     | 0    | 0       | 2       |
| 13      | سنغافورة (SGP)       | 1     | 3    | 7       | 11      |
| 14      | مينمار (BIR)         | 1     | 2    | 3       | 6       |
| 15      | العراق (IRQ)         | 1     | 0    | 5       | 6       |
| 16      | الفلبين (PHI)        | 0     | 2    | 12      | 14      |
| 17      | ماليزيا (MAS)        | 0     | 1    | 4       | 5       |
| 18      | الكويت (KUW)         | 0     | 1    | 0       | 1       |
| 19      | أفغانستان (AFG)      | 0     | 0    | 1       | 1       |
| المجموع | المجموع              | 202   | 199  | 208     | 609     |

## التغييرات في ترتيب الميداليات
في 10 سبتمبر 1974، أعلن الأمين العام للاتحاد الدولي لرفع الأثقال، أن اثنين من رافعي الأثقال - الكوري الشمالي كيم جونغ آي (الوزن الثقيل) والياباني ماسوشي أوتشي (الوزن الثقيل) أظهروا اختبارًا إيجابيًا لمادة محظورة (المُنشِّط). وجُرِّدا من ميدالياتهم. وفاز كيم بثلاث ميداليات ذهبية (خطف ونظافة ورعشة وإجمالي) في فئة الوزن الثقيل، بينما فاز ماساشي بميداليتين ذهبيتين (خطف وإجمالي) وواحدة فضية (نظافة ورعشة) في الوزن الثقيل الأوسط. تنافس كيم عادة في فئة الوزن الثقيل المُتوسط، ولكن بسبب الوزن الزائد الهامشي، اضطرَّ للتنافس في الوزن الثقيل. بعد استبعاده، ذهبت الميداليات الذهبية الثلاث لفئة الوزن الثقيل إلى الإيراني هوشانغ كارغارنيجاد. وذهب ذهب ساتش وفضَّة نظافة ورعشة ماساشي إلى الصيني تشيان يوكاي، والذهبية الإجمالية إلى علي فالي من إيران.

## المَراجِع
1. 1 2 3  "Asian Games – Tehran 1974". ocasia.org. المجلس الأولمبي الآسيوي. مؤرشف من الأصل في 2011-05-22. اطلع عليه بتاريخ 2011-05-01.
2. ↑  "Asian Games – Bangkok 1970". ocasia.org. المَجلس الأُولمبي الآسيوي. مؤرشف من الأصل في 2010-06-13. اطلع عليه بتاريخ 2011-07-05.
3. ↑  "VII Asian Games". sports.gov.pk. مجلس الرياضة الباكستاني. مؤرشف من الأصل في 2012-09-20. اطلع عليه بتاريخ 2011-05-01.
4. ↑  "Sports – Sailing". gz2010.cn. لجنة غانزو لتنظيم الألعَاب الآسيوية. مؤرشف من الأصل في 2012-03-08. اطلع عليه بتاريخ 2011-07-05.
5. ↑  "Red China asks berth in Olympics". ريكورد جورنال. ميريديان. 17 أبريل 1975. مؤرشف من الأصل في 2020-04-24. اطلع عليه بتاريخ 2011-05-01.
6. ↑  "The Seventh Asiad in Tehran, Iran". صحيفة الشعب اليومية. people.com.cn. مؤرشف من الأصل في 2013-08-14. اطلع عليه بتاريخ 2011-05-01.
7. ↑  "VIII Asian Games". sports.gov.pk. مجلس الرياضة الباكستاني. مؤرشف من الأصل في 2013-12-11. اطلع عليه بتاريخ 2011-06-23.
8. 1 2  "Overall medal standings – Tehran 1974". ocasia.org. المجلس الأولمبي الآسيوي. مؤرشف من الأصل في 2012-03-08. اطلع عليه بتاريخ 2011-05-01.
9. ↑  "The final tally". نيو ستريتس تايمز. 17 سبتمبر 1974. ص. 19. مؤرشف من الأصل في 2016-06-17. اطلع عليه بتاريخ 2012-08-26.
10. ↑  "1974 Asian Games – Competitions full rankings + 100.0 Kg". fila-official.com. الاتحاد العالمي لمصارعة الهواة (FILA). مؤرشف من الأصل في 2012-03-16. اطلع عليه بتاريخ 2011-06-23.
11. ↑  آل عزوي، صالح. "Medalists from previous – All Asian Games  – Artistic Gymnastics Men". Gymnastics Results. gymnasticsresults.com. مؤرشف من الأصل في 2012-09-19. اطلع عليه بتاريخ 2011-06-23.
12. ↑  آل عزوي، صالح. "Medalists from previous – All Asian Games – Artistic Gymnastics Women". Gymnastics Results. gymnasticsresults.com. مؤرشف من الأصل في 2012-09-19. اطلع عليه بتاريخ 2011-06-23.
13. ↑  "Doping: North Korea lifter may lose all". نيو ستريتس تايمز. 10 سبتمبر 1974. مؤرشف من الأصل في 2016-06-17. اطلع عليه بتاريخ 2011-06-27.
14. ↑  "All The Teheran Results – Weightlifting". نيو ستريتس تايمز. 7 سبتمبر 1974. ص. 23. مؤرشف من الأصل في 2016-06-17. اطلع عليه بتاريخ 2011-08-13.
15. ↑  "All The Teheran Results – Weightlifting". نيو ستريتس تايمز. 6 سبتمبر 1974. ص. 24. مؤرشف من الأصل في 2016-06-17. اطلع عليه بتاريخ 2011-08-13.

## وصلات خارجية
- الموقع الرَّسمي للمجلس الأولمبي الآسيوي نسخة محفوظة 6 سبتمبر 2018 على موقع واي باك مشين.